# Jan Olsson (1942)
Jan Olof Olsson (Halmstad, 30 marzo 1942) è un ex calciatore svedese, di ruolo difensore.

## Carriera

### Club
A livello di club ha militato esclusivamente in Svezia, vestendo le maglie di Halmstad ed Åtvidaberg.

### Nazionale
Con la Nazionale di calcio della Svezia ha collezionato 17 presenze ed ha partecipato al campionato del mondo 1974.

## Palmarès
- Campionato svedese: 2

Åtvidaberg: 1972, 1973
- Coppa di Svezia: 2

Åtvidaberg: 1970, 1971